# 逸傑國際慈善基金會
逸傑國際慈善基金會（英文名：Beam International Foundation，簡稱：Beam），是一所非牟利醫療慈善機構，致力為中國內地患有唇齶裂的貧困兒童提供免費手術治療，並為中國當地的醫護人員提供培訓練會，以提升修復唇齶裂的技術水平。

## 外部連結
逸傑國際慈善基金會官方網站 （页面存档备份，存于）